# 尤尔加梅什
尤尔加梅什（羅馬化：Yurgamysh）是俄罗斯库尔干州的工人村（市级镇）、尤尔加梅什区行政中心，位于同名河流以北几公里处，地处库尔干州中西部，在州府库尔干西偏南方。镇内设有同名铁路车站；R254公路（额尔齐斯公路）经过该地北侧。
该地2021年人口有7,518人；2010年人口7,616；2002年人口8,070；1989年人口9,078。